# Bellevue (Idaho)
Bellevue város az Amerikai Egyesült Államok Idaho államában, Blaine megyében. Lakosainak száma 2560 fő (2020. április 1.).

## Népesség
A település népességének változása:

| 2010 | 2 287 |
| 2020 | 2 560 |